# Cerapachys augustae
Cerapachys augustae är en myrart som beskrevs av Wheeler 1902. Cerapachys augustae ingår i släktet Cerapachys och familjen myror. Inga underarter finns listade.

## Bildgalleri